# Adi Roche
Adi Roche (* 1957) je irská humanitární aktivistka a politička. Je zakladatelkou a ředitelkou humanitární organizace Chernobyl Children's Project International, která sídlí v Irsku, a jejímž cílem je pomoc dětem postiženým černobylskou jadernou katastrofou z roku 1986. Humanitární organizaci Roche založila roku 1991, v roce 2001 pak založila pobočku v USA. Během své existence organizace umožnila ozdravný pobyt 13 000 běloruských dětí v Irsku. Roku 1997 Roche kandidovala na irského prezidenta, jakožto kandidátka irské Strany práce (Labour Party, Páirtí an Lucht Oibre), Demokratické levice (Democratic Left) and Strany zelených (Green Party, Comhaontas Glas). Ve volbách však neuspěla, s 6,9 procenty hlasů skončila na 4. místě.